# Титорея
Вижте пояснителната страница за други значения на Белица.
Титорея (на гръцки: Τιθορέα), наричано през Средновековието и до 1926 г. Велица (на гръцки: Βελίτσα) или Белица е голямо село в южния край на долината на река Кефисос., на 440 m надморска височина в северното подножие на най-високия връх на планината Парнас – Лиакура (в Древността - Ликорея; 2457 m). На 5 км югозападно от селото се намира малкият град Като-Титорея (Долна Титорея), железопътна гара на линията Пирея – Солун, по която на север се намира тунелът „Калидромо“, най-дългият на Балканите със своите 9,3 км.
Съвременното име на селището идва от това на античния фокейски град Титорея или Титория, разрушен от персийския цар Ксеркс, по времето на Гръцко-персийските войни. Над Титория се е намирало светилище на Атина.